# フロリダ (ウルグアイ)
フロリダ（西: Florida）は、ウルグアイ南部の都市。フロリダ県の県都でもある。2004年時点の人口は3万2128人。

## 歴史
1809年4月24日に組織され、地元のウルグアイ人ハメス・フロリダにちなんで名付けられた。1825年にはここのサン・コノ礼拝堂で独立宣言が読み上げられ、現在でも毎年6月3日になると群衆が押し寄せる。毎年4月24日には街の始まりを祝う祭りが行われる。

## もろもろの情報
フロリダには多くの工場がある。また、国内で最古のトライアスロン大会であるフロリダ・トライアスロンが行われる。